# Pisione africana
Pisione africana är en ringmaskart som beskrevs av Francis Day 1963. Pisione africana ingår i släktet Pisione och familjen Pisionidae. Inga underarter finns listade i Catalogue of Life.